# Lepadogaster candolii

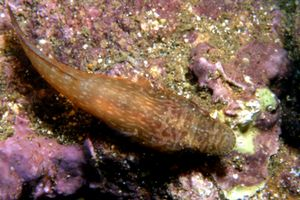

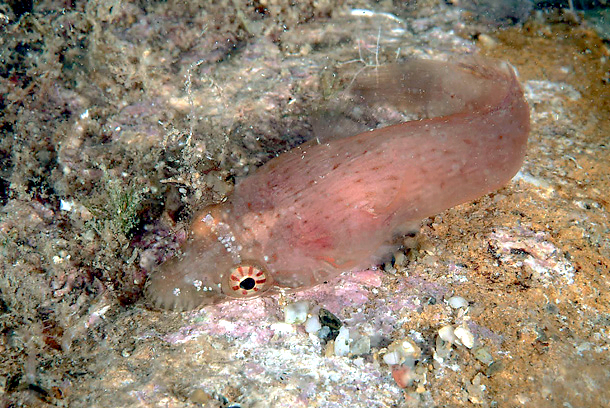

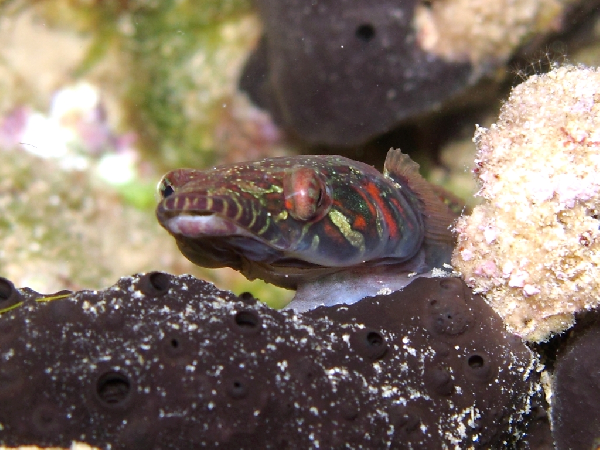

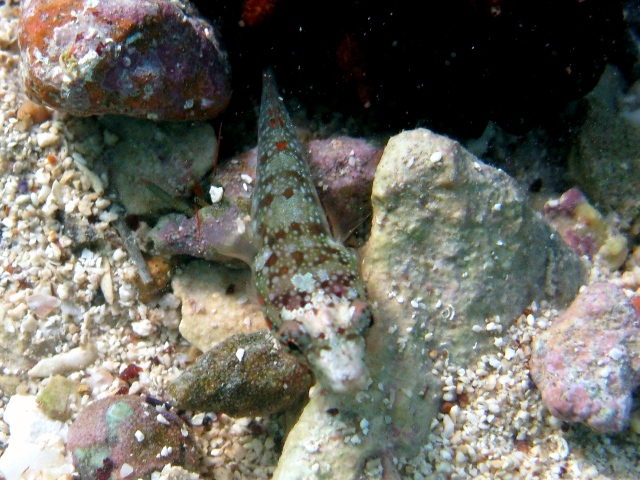
Exemplar de Croàcia

Lepadogaster candolii és una espècie de peix marí pertanyent a la família dels gobiesòcids i a l'ordre dels perciformes.

## Descripció
Cos aplanat a la regió cefàlica i progressivament comprimit des de darrere el cap fins a l'extrem posterior. Ulls a la part superior del cap i movibles en totes les direccions. Forats nasals sense tentacles. Aletes dorsal i anal situades a la part posterior del cos i no unides a la caudal. Aleta dorsal amb 14 o 15 radis i anal amb 9-11. Coloració molt variable: els mascles normalment tenen el dors vermellós (amb taques de color vermell intens sobre el cap), mentre que les femelles són de color groc verdós. Els adults fan al voltant de 6 cm de longitud (7,5 cm segons Briggs). 26-29 radis a les aletes pectorals i 10-13 a la caudal.

## Reproducció
Els ous (enganxosos, de forma ovalada i de color groc, taronja o ambre) fan 1,2 mm de llargada, 1,1 m d'amplada i es desenvolupen al fons marí.

## Alimentació
A Itàlia es nodreix de detritus i d'invertebrats bentònics. El seu nivell tròfic és de 3,19.

## Hàbitat i distribució geogràfica
És un peix marí, demersal i de clima subtropical (60°N-27°N, 19°W-42°E), el qual viu sobre els fons rocallosos (amagat sota les pedres a no més d'1 metre de fondària) i entre algues dels gèneres Himanthalia i Laminaria de la zona de marees de l'Atlàntic oriental (des de les illes Britàniques -Irlanda, la Gran Bretanya i l'illa de Man- fins a les illes Canàries, incloent-hi les illes Anglonormandes, l'Estat espanyol, Portugal -incloent-hi Madeira-, el Marroc, el Sàhara Occidental i el corrent de Canàries), de la mar Mediterrània (Gibraltar, les illes Balears, França -com ara, Còrsega-, Mònaco, Itàlia -incloent-hi Sardenya i Sicília-, Malta, la mar Adriàtica, Albània, Montenegro, Bòsnia i Hercegovina, Croàcia, Eslovènia, Grècia, la mar Egea, la mar de Màrmara, Turquia, Síria i Algèria i de la mar Negra(Romania, Bulgària, Ucraïna i Geòrgia).

## Observacions
És inofensiu per als humans i el seu índex de vulnerabilitat és baix (10 de 100).